# Еленски отряд
Еленски отряд е войскова част на Действуващата Руска армия в Руско-турската война (1877-1878).
Еленският отряд е създаден през юли 1877 г. на основата на подразделения от 11-и армейски корпус. Оперативно е в състава на Южния отряд. Включва 3 батальона, 5 ескадрона и сотни и 10 оръдия. Общо 3500 офицери и войници. Командир е генерал-майор Итнатий Борейша, заменен през август от генерал-майор Александър Домбровски. От 18 август 1877 г. отрядът е поставен в оперативно подчинение на командира на 11-и армейски корпус генерал-лейтенант Алексей Шаховски. След първото освобождение на Елена, превзема село Златарица и се разполага в района.
Основна задача на отряда е да отбранява Твърдишкия проход и прохода Железни врата в Централна Стара планина и да осигури левия фланг на Южния отряд.
В края на ноември 1877 г. е усилен до 5000 офицери и войници и 28 оръдия. В битката при Елена на 4 декември спира последния опит на Централната османска армия с командир Сюлейман паша да деблокира от югоизток обсадената в Плевен Западна османска армия с командир Осман паша.
През заключителното руско настъпление командир на отряда е генерал-майор Николай Столетов. Действа в състава на Източния отряд.